# Myristica crassipes
Espèce
Statut de conservation UICN

 LC  : Préoccupation mineure
Myristica crassipes
Statut de conservation UICN

 VU D2 : Vulnérable
 Myristica crassipes subsp. marronia 
Myristica crassipes est une espèce de plantes du genre Myristica de la famille des Myristicaceae.

## Liste des sous-espèces
Selon Catalogue of Life (18 septembre 2020) :
- sous-espèce Myristica crassipes subsp. altemontana
- sous-espèce Myristica crassipes subsp. crassipes
- sous-espèce Myristica crassipes subsp. marronia